# Monster (film fra 2003)
 For alternative betydninger, se Monster (flertydig). (Se også artikler, som begynder med Monster)
Monster fra 2003 er en barsk, autentisk film om den amerikanske seriemorder Aileen Wuornos, der blev henrettet i 2002 for at have dræbt syv mænd i staten Florida i årene 1989-90.
Wuornos blev spillet af Charlize Theron og hendes kæreste, Selby Wall, blev spillet af Christina Ricci.

## Rolleliste
- Charlize Theron – Aileen Wuornos
- Christina Ricci – Selby Wall
- Bruce Dern – Thomas
- Lee Tergesen – Vincent Corey
- Annie Corley – Donna
- Pruitt Taylor Vince – Gene / Stuttering «John»
- Marco St. John – Evan / Undercover «John»
- Marc Macaulay – Will / Daddy «John»
- Scott Wilson – Horton / Last «John»

## Priser
- Oscar 2004, Bedste kvindelige hovedrolle
- Berlin 2004, Bedste kvindelige skuespiller
- Golden Globes 2004, Bedste kvindelige hovedrolle (drama)